# Тезаурус
Теза́урус (от греч. θησαυρός «сокровище»), в общем смысле — специальная терминология. Более строго и предметно — словарь, собрание сведений, корпус или свод, полномерно охватывающие понятия, определения и термины специальной области знаний или сферы деятельности, что должно способствовать правильной лексической, корпоративной коммуникации (пониманию в общении и взаимодействии лиц, связанных одной дисциплиной или профессией); в современной лингвистике — особая разновидность словарей, в которых указаны семантические отношения (синонимы, антонимы, паронимы, гипонимы, гиперонимы и т. п.) между лексическими единицами. Тезаурусы являются одним из действенных инструментов для описания отдельных предметных областей. В англоязычном мире словарями-тезаурусами преимущественно называют стандартные словари синонимов (иногда с антонимами). 
Существует также схожее с тезаурусом понятие — глоссарий, если использовать понятие тезауруса в общем смысле. Глоссарий, как и тезаурус, также является собранием специальных терминов (с их толкованием, разъяснением, комментариями) какой-либо области знаний. Разница заключается в употреблении этих терминов, поэтому можно сказать, что глоссарий и тезаурус являются хоть и не полными, но синонимами. Об этом говорят интернет-ресурсы, проводящие квантитативные исследования методами корпусного анализа, такие как: sinonim.org, kartaslov.ru, synonymizer.ru.

## История
Одним из первых тезаурусов называют «Словарь синонимов» Филона Библского. Более точное соответствие термину имеет Амара-коша, написанный на санскрите в стихотворной форме в VI веке. Первый современный английский тезаурус был создан Питером Марком Роже (англ.) в 1805 году. Он был опубликован в 1852 году и с тех пор используется без переизданий.
В 1970-е годы тезаурусы стали активно использоваться для информационно-поисковых задач. В таких тезаурусах слова сопоставляются с дескрипторами, через которые устанавливаются семантические связи.

## Описание
В отличие от толкового словаря, тезаурус позволяет выявить смысл не только с помощью определения, но и посредством соотнесения слова с другими понятиями и их группами, благодаря чему может использоваться для наполнения баз знаний систем искусственного интеллекта.
В прошлом термином тезаурус обозначались по преимуществу словари, с максимальной полнотой представлявшие лексику языка с примерами её употребления в текстах.
В настоящее время понятие также включает словари, появившиеся в связи с распространением информационных технологий, сети Интернет и машинного перевода при поиске слов в системах ЭВМ:
- тезаурусы одноязычные информационно-поисковые;
- тезаурусы многоязычные информационно-поисковые[7].
- тезаурузы семиосоциопсихологические (научная школа Т. М. Дридзе) и психоисторические.

Также термин тезаурус употребляется в теории информации для обозначения совокупности всех сведений, которыми обладает субъект.
В психологии тезаурус индивидуума характеризуют восприятие и понимание информации. Теория коммуникации также рассматривает общий тезаурус сложной системы, благодаря которому взаимодействуют её элементы.

## Примеры
- Амара-коша (Словарь Амары) — первый и наиболее важный санскритский тезаурус (III—IV век)
- Тезаурус Роже (XIX век, около 15.000 синсетов).
- Викисловарь: многоязычный свободно пополняемый словарь и тезаурус (с 2004 года по настоящее время, проект фонда Викимедиа, в Русском Викисловаре (дата — август 2013) содержится около 390 тыс. понятий[8], 212 тыс. отношений всего[9], из них 150 тыс. отношений для русского языка[10]).
- РуТез — тезаурус русского языка (был создан Центром информационных исследований как инструмент для автоматического индексирования; разрабатывается с 1997 года по настоящее время, 45 тыс. понятий, 107 тыс. слов и выражений, 177 тыс. отношений)[11].
- Встроенный тезаурус в Microsoft Word[12].
- «Писательский тезаурус» советского писателя С. Н. Есина[13].